# 大仙站
大仙站是位于吉林省洮南市大仙村的一个铁路车站，邮政编码137100。车站建于1972年，有平齐铁路经过该站，现不办理客货运业务，车站及其上下行区间均未电气化。车站距离四平站329公里，隶属哈尔滨铁路局，是五等站。

## 业务办理
此站不办理任何客货运业务。